# Gallinule d'Amérique
Gallinula galeata
Espèce
Statut de conservation UICN

 LC  : Préoccupation mineure
La Gallinule d'Amérique (Gallinula galeata) est une espèce d'oiseaux de la famille des Rallidae. Elle était et est encore parfois considérée comme une sous-espèce de la Gallinule poule-d'eau (G. chloropus).

## Répartition
Son aire s'étend à travers le continent américain.